# Ján Smrek

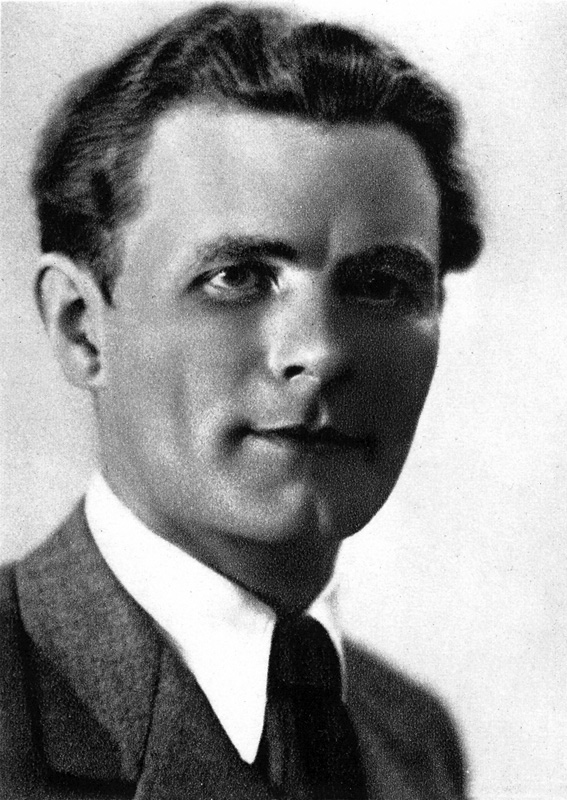
Ján Smrek

Ján Smrek, als Ján Čietek geboren (* 16. Dezember 1898 in Nemesmogyoród (slow. Zemianske Lieskové), Österreich-Ungarn, heute Teil von Melčice-Lieskové, Slowakei; † 8. Dezember 1982 in Bratislava) war ein slowakischer Schriftsteller und Herausgeber.

## Leben
Ján Smrek war der Sohn eines Kleinbauern. Seine erste Schulausbildung erhielt er in Adamóckohonóc (slow. Adamovské Kochanovce), Komitat Trentschin. Nach dem Tode seines Vaters im Jahre 1907 wurde er Zögling des Evangelischen Waisenhauses in Modern. In den Jahren 1917–1918 war er Teilnehmer des Ersten Weltkrieges und diente an der Front in Palästina, wo er an Malaria erkrankte. Er diente in der Österreichisch-Ungarischen Armee und kam erst im Jahre 1919 über Umwege in seine Heimat zurück.
Smrek studierte von 1919 bis 1921 am Lehrerseminar in Modra und danach bis 1924 evangelische Theologie an der Universität von Bratislava. Von 1925 bis 1929 war er Redakteur der Zeitung Národné novíny in Martin. Daneben redigierte er bis 1938 die Edíciu mladých slovenských autorov (EMSA – Edition junger slowakischer Autoren). Seit 1930 gab er in Prag die literarische Zeitschrift Elán heraus. In Prag lernte er auch seine spätere Frau, Blanka Čieteková - Smreková kennen, die er am 24. September 1934 heiratete.
Ján Smrek war ein Befürworter des Vitalismus. Er war ein leidenschaftlicher Liebhaber des Lebens. Einen außerordentlichen Platz in seinem Werk nahm der im Jahre 1934 veröffentlichte Zyklus Básnik a žena (dt. „Der Dichter und das Weib“) ein. Dieses außergewöhnliche Werk reflektiert in einer Meditation das Verhältnis vom Mann zur Frau. In der Liebe und Erotik der Frau sieht er die Inspiration der Kunst.
Während des Zweiten Weltkrieges kehrte Smrek in die Slowakei zurück und ließ sich in Bratislava nieder. Dort gab er 1946–47 erneut die Zeitschrift Elán heraus. Im Jahre 1948 verfiel er bei den neuen kommunistischen Machthabern der Tschechoslowakei in Ungnade und erhielt Publikationsverbot. Deshalb widmete er sich in dieser Zeit überwiegend übersetzerischer Tätigkeit. Vor allem übersetzte er ungarische und französische Autoren.
In einer Zusammenarbeit mit dem slowakischen Komponisten Ján Cikker schrieb Smrek in den Jahren 1955–1956 das Libretto für dessen Oper Beg Bajazid (Fürst Bajazid).
1968 erschienen seine Memoiren unter dem Titel Poézia, moja láska (Poesie, meine Liebe). Smrek starb am 8. Dezember 1982 in Bratislava und wurde auf dem Slowakischen Nationalfriedhof in St. Martin an der Turz begraben.

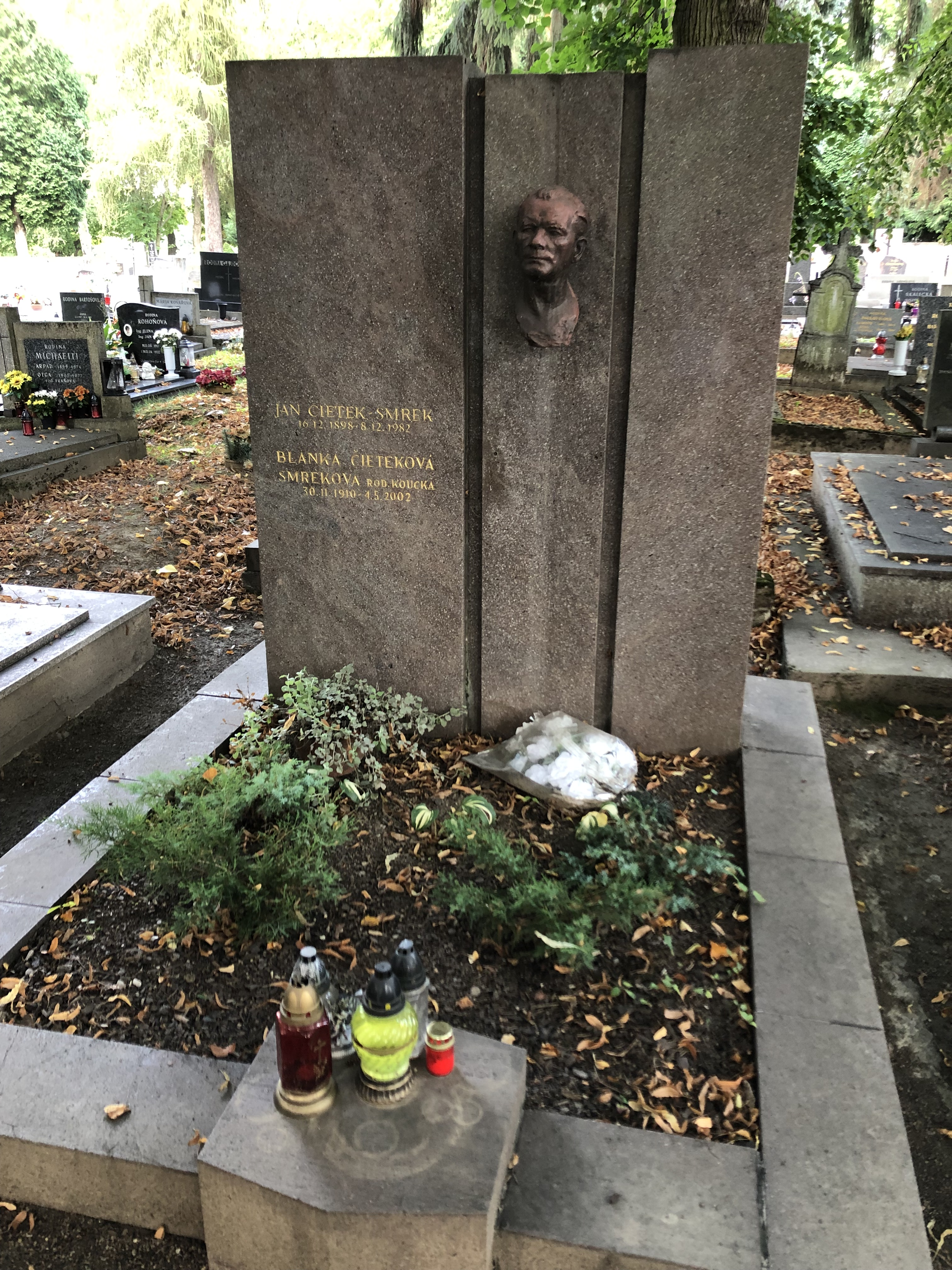
Grab von Ján Smrek und dessen Ehefrau auf dem Slowakischen Nationalfriedhof in St. Martin

Ján Smrek gehörte neben Ivan Krasko, Ladislav Novomeský, Ján Kostra und Milan Rúfus zu den bedeutendsten Poeten der modernen slowakischen Literatur.

## Werke

### Autor
- Odsúdený k vecitej žízni, 1922
- Cválajúce dni, 1925
- Božské uzly, 1929
- Iba oči, 1933
- Básnik a žena, 1934
- Zrno, 1935
- Hostina, 1944
- Studňa, 1945
- Beg Bajazid, Libretto zur Oper von Ján Cikker, 1957
- Obraz sveta, 1958
- Struny, 1962
- Mr. Scrooge, Libretto nach Charles Dickens zur Oper von Ján Cikker, 1963
- Písané na sude, 1964
- Nerušte moje kruhy, 1965
- Poézia, moja láska 1968

### Herausgeber
- François Villon: Velký testament (Das kleine Testament - Le Lais), 1949
- Endre Ady: Básne, 1950
- Attila József: Nie ja volám, 1952
- Alexander Puschkin: Ruslan a Ludmila (Ruslan und Ludmila), 1957
- Sándor Petőfi: Básne, 1953
- Julian Tuwim: Rušen, 1958
- Pierre Corneille: Cid, 1960
- Jan Neruda: Prosté motívy, 1960

## Ján-Smrek-Preis
Im Sommer 1998, zum 100. Geburtstag des Dichters, ging in Bratislava der 18. Weltkongress der Dichter über die Bühne. Der schwedische Dichter Tomas Tranströmer, der 2011 den Nobel-Preis erhalten sollte, wurde beim Kongress mit dem Ján-Smrek-Preis ausgezeichnet.
Von 2000 bis 2011 und dann ab 2018 fand und findet in Bratislava und anderen Städten der Westslowakei ein internationales Ján-Smrek-Festival statt, organisiert vom slowakischen Dichter und Übersetzer Milan Richter. Während dieses Festivals wurde der Ján-Smrek-Preis an bedeutende ausländische Gegenwartsdichter vergeben (u. a. an Tuvia Rübner, Reiner Kunze, Gennadij Ajgi, Anise Koltz, Friederike Mayröcker, Knut Ødegård, Pia Tafdrup, Jana Štroblová, Jiri Žaček, Mateja Matevski, Eva Ström, Ana Blandiana, Richard Pietrass).